# La Joux

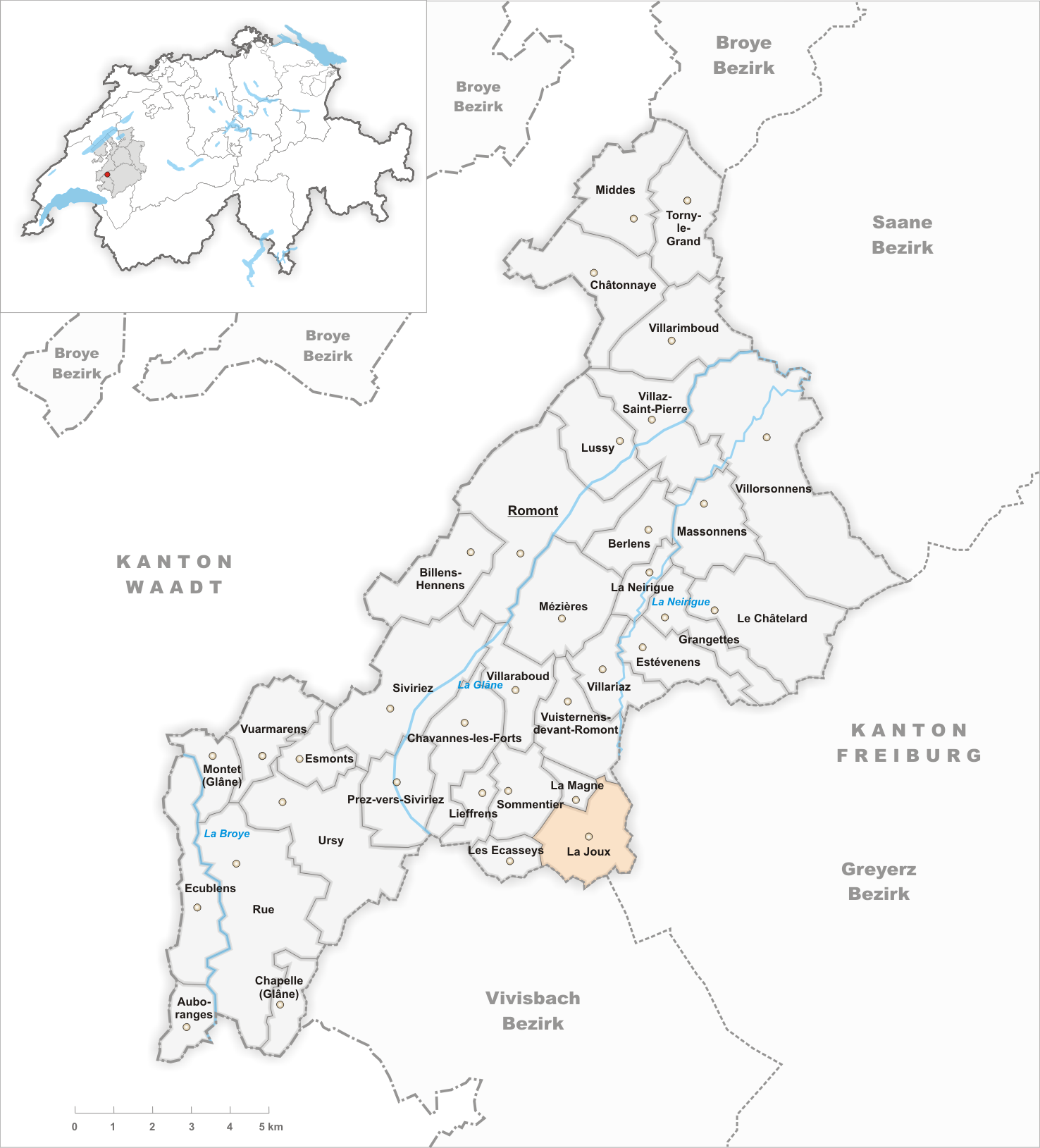
Gemeindestand vor der Fusion am 1. Januar 2003

La Joux (Freiburger Patois La Dzàⓘ) ist eine Ortschaft und früher selbständige politische Gemeinde im Distrikt Glâne des Kantons Freiburg in der Schweiz. Am 1. Januar 2003 wurde La Joux zusammen mit einer Reihe weiterer Gemeinden nach Vuisternens-devant-Romont eingemeindet.

## Geographie
La Joux liegt auf 858 m ü. M., drei Kilometer südsüdöstlich von Vuisternens-devant-Romont und acht Kilometer südsüdöstlich des Bezirkshauptortes Romont (Luftlinie). Das Dorf erstreckt sich auf einer sanft nach Nordosten abfallenden Anhöhe im Molassehügelland des Freiburger Mittellandes, nahe dem Alpenrand. Die ehemalige Gemeindefläche betrug rund 4,4 km². Das Gebiet umfasste das leicht gewellte Hügelland im Bereich der Quellgebiete der Neirigue und ihres linken Seitenbachs Ruisseau des Grands Marais. Im Südwesten reichte es in den Wald Forêts de la Joux, im Westen an den Hang des Bois du Chaney (920 m ü. M.).

## Bevölkerung
Mit 365 Einwohnern (2002) zählte La Joux vor der Fusion zu den kleinen Gemeinden des Kantons Freiburg. Im Jahr 1900 hatte die Gemeinde noch 458 Einwohner. Zu La Joux gehören die Siedlung Les Communs-Dessus (900 m ü. M.) am Rand der Forêts de la Joux sowie zahlreiche Einzelhöfe.
Einwohnerzahlen: Volkszählungsdaten

## Wirtschaft
La Joux war bis in die zweite Hälfte des 20. Jahrhunderts ein vorwiegend durch die Landwirtschaft geprägtes Dorf. Noch heute haben die Milchwirtschaft, die Viehzucht und der Ackerbau einen wichtigen Stellenwert in der Erwerbsstruktur der Bevölkerung. Einige weitere Arbeitsplätze sind im lokalen Kleingewerbe und im Dienstleistungssektor vorhanden. In den letzten Jahrzehnten hat sich das Dorf auch zu einer Wohngemeinde entwickelt. Viele Erwerbstätige sind deshalb Wegpendler, die hauptsächlich in den Regionen Romont und Bulle arbeiten.

## Verkehr
Der Ort liegt abseits der grösseren Durchgangsstrassen, ist aber von der Hauptstrasse von Romont nach Bulle leicht erreichbar. Der nächste Anschluss an die Autobahn A12, die seit 1981 durchgehend von Bern bis Vevey befahrbar ist, liegt rund vier Kilometer vom Ortskern entfernt. Durch die Buslinie der Transports publics Fribourgeois, die von Romont nach La Verrerie verkehrt, ist La Joux an das Netz des öffentlichen Verkehrs angebunden.

## Geschichte
Die erste urkundliche Erwähnung des Ortes erfolgte 1301 unter dem Namen Jour. Später erschienen die Bezeichnungen villa de la Joux (1339), Villa Jurie (1527) und La Ville de la Jor (1591). La Joux stand zunächst im Einflussbereich der Herrschaft Rue. Als die Berner 1536 das Waadtland eroberten, kam das Dorf unter die Herrschaft von Freiburg und wurde der Vogtei Rue zugeordnet. Nach dem Franzoseneinfall im März 1798 und dem folgenden Zusammenbruch des Ancien Régime gehörte La Joux während der Helvetik und der darauf folgenden Zeit zum Bezirk Rue und wurde 1848 in den Bezirk Glâne eingegliedert.
Im Rahmen der vom Kanton Freiburg seit 2000 geförderten Gemeindefusionen wurde La Joux zusammen mit Lieffrens, Sommentier, La Magne, Les Ecasseys, Villariaz und Estévenens mit Wirkung auf den 1. Januar 2003 nach Vuisternens-devant-Romont eingemeindet.

## Sehenswürdigkeiten
Seit 1729 besass La Joux eine Kapelle. Das Dorf wurde 1886 von der Kirchgemeinde Vuisternens-devant-Romont abgetrennt und zu einer selbständigen Pfarrei erhoben. Nachdem die alte Kirche zu klein geworden war, wurde in den Jahren 1902 bis 1905 das heutige Gotteshaus erbaut.